# Samsung Lions
Die Samsung Lions (koreanisch: 삼성 라이온즈) sind ein professioneller Baseballverein aus Daegu. Das 1982 gegründete Team gehört zu den Gründungsmitgliedern der KBO League und konnte die Korean Series, die koreanische Baseballmeisterschaft, achtmal für sich entscheiden.

## Geschichte
Die Samsung Lions wurden im Jahr 1982 als eines der sechs Gründungsteams der KBO League, der höchsten Liga im koreanischen Baseball, gegründet. Ihre erste Meisterschaft gewannen sie im Jahr 1985. Weitere Titel folgten in den Jahren 2002, 2005 und 2006. Im Jahr 2010 wurde Ryu Jung-il als neuer Manager des Teams ernannt und führte die Mannschaft im Jahr 2011 zu ihrem fünften Meistertitel. Im selben Jahr gewannen die Samsung Lions auch die Asia Series und wurden damit das erste koreanische Team, dem dies gelang.
Nach der Rückkehr des Starspielers Lee Seung-yuop aus Japan im Jahr 2012 konnten die Lions in den Saisons 2012, 2013 und 2014 drei weitere Meisterschaftstitel, und somit insgesamt vier in Folge, feiern. Im Jahr 2016 zogen die Samsung Lions in ihr neues Stadion, den Daegu Samsung Lions Park, im Stadtteil Suseong im Südosten von Daegu um.

## Erfolge
- Korean Series Sieger
  - 1985
  - 2002
  - 2005
  - 2006
  - 2011
  - 2012
  - 2013
  - 2014
- Asia Series Sieger
  - 2011

## Retired Numbers
Wie im Baseballsport üblich, werden Trikotnummern von Spielern, die besondere Leistungen für die Samsung Lions erbracht haben, nicht mehr vergeben. Bisher sind dies folgende Nummern:
| Nummer | Spieler        | Position      | Bemerkungen                                        |
| ------ | -------------- | ------------- | -------------------------------------------------- |
| 22     | Lee Man-soo    | Catcher       | Coach bei den Chicago White Sox von 2000 bis 2007  |
| 10     | Yang Joon-hyuk | Outfielder    |                                                    |
| 36     | Lee Seung-yuop | First Baseman | Hält Rekord für meiste Home Runs in der KBO League |

## Spielstätte

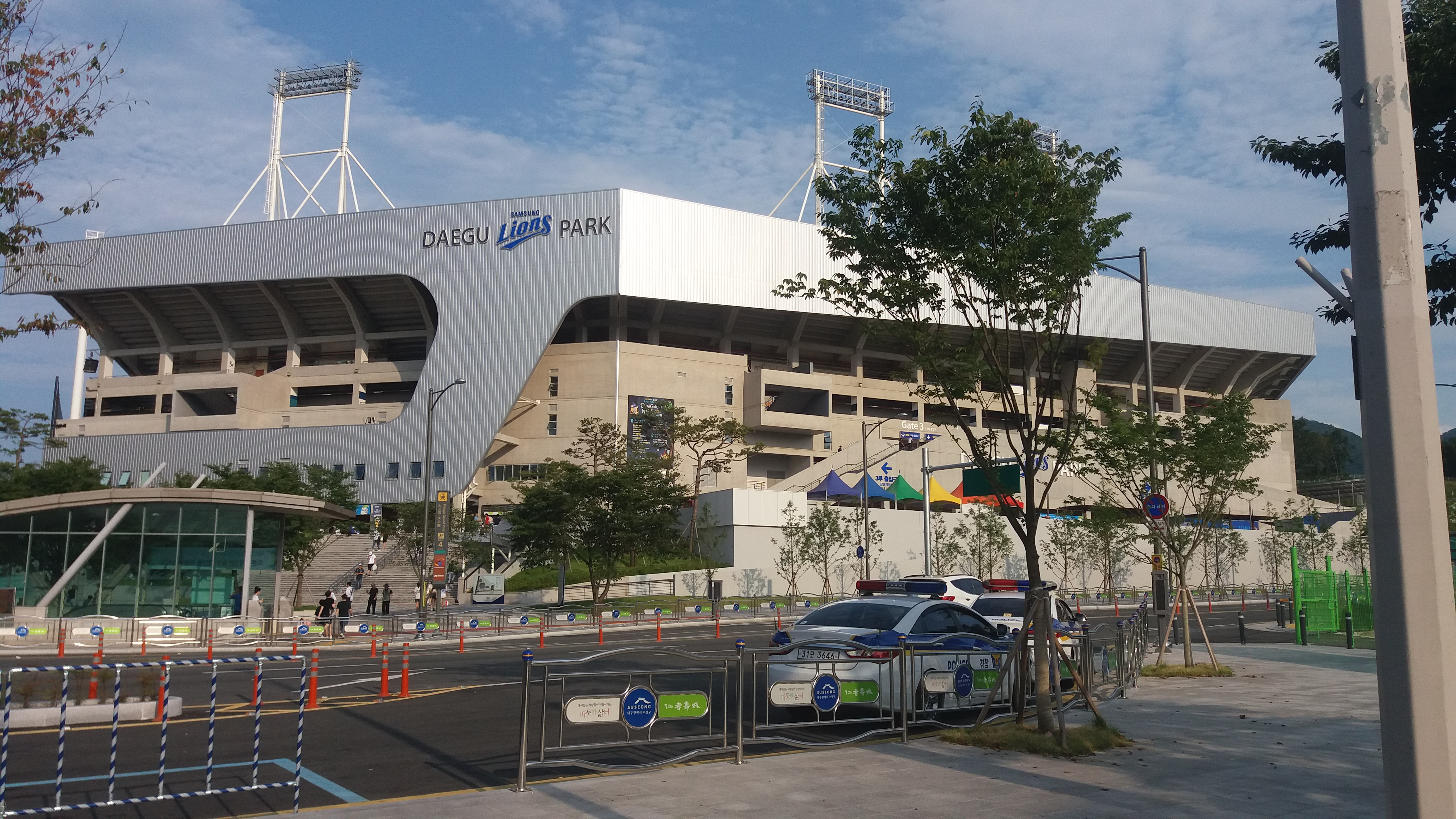
Daegu Samsung Lions Park

Heimspielstätte der Samsung Lions ist seit 2016 der Daegu Samsung Lions Park im Stadtteil Suseong im Südosten von Daegu mit einer Zuschauerkapazität von 29.178 Sitzplätzen.